# Psittacella
Genre
Le genre Psittacella regroupe des oiseaux de la famille des Psittaculidae communément appelés perruche qui vivent dans les forêts tropicales et de nuage de Nouvelle-Guinée.

## Liste des espèces
D'après la classification de référence (version 6.4, 2016) du Congrès ornithologique international (ordre phylogénique) :
- Psittacella brehmii – Perruche de Brehm
- Psittacella picta – Perruche peinte
- Psittacella modesta – Perruche modeste
- Psittacella madaraszi – Perruche de Madarasz